# Michalková, Zvolen
Michalková este o comună slovacă, aflată în districtul Zvolen din regiunea Banská Bystrica. Localitatea se află la altitudinea de 581 m deasupra n.m., se întinde pe o suprafață de 5,42 km2 și în 2017 număra 30 de locuitori.

## Istoric
Localitatea Michalková este atestată documentar din 1786.

## Demografie
| An:                | 1994 | 2004   | 2014    | 2024    |
| ------------------ | ---- | ------ | ------- | ------- |
| Număr de persoane: | 42   | 46     | 37      | 45      |
| Diferență:         |      | +9,52% | −19,56% | +21,62% |

| An:                | 2023 | 2024   |
| ------------------ | ---- | ------ |
| Număr de persoane: | 43   | 45     |
| Diferență:         |      | +4,65% |